# Xestia signata
Xestia signata là một loài bướm đêm trong họ Noctuidae.